# Estadio Altamira
El Estadio Altamira, ubicado en Altamira, Tamaulipas, es un estadio que desde el 25 de mayo de 2015 se encontraba abandonado. Albergaba al Altamira Fútbol Club, su construcción se inició en enero de 2003 y el 19 de octubre del mismo año se fundó en un partido del Altamira Fútbol Club contra el Acapulco.
en febrero a mayo del año 2025 el estadio fue remodeladas, en el año 2025 se celebraron la fiestas de mayo altamira en su mayoría en el estadio

## Características del estadio
- Tipo de pasto: Bermuda
- Terreno de juego medida oficial 105 x 68 m
- Alumbrado, 40 luminarias de 1,5 kW
- Marcador electrónico
- Áreas para los equipos
- 6 Vestidores, 2 Local, 2 Visitantes y 2 Árbitros
- 30 Palcos
- Zona vip con balcón especial
- Sala de prensa
- Gradas con asientos con capacidad para 9,581 espectadores
- Zona Especial para personas con capacidades diferentes
- Sanitarios públicos para hombres y mujeres en Zona General, Preferente y Zona vip
- 5 bodegas
- Pantalla gigante